# 華萊士·亨利·赫特利
華萊士·亨利·赫特利（英語：Wallace Henry Hartley；1878年6月2日—1912年4月15日）是一名英國小提琴家，1912年4月15日死於鐵達尼號沉沒事故中，享年33歲。鐵達尼號的樂隊指揮和小提琴手，隨著船隻沉沒，他與團員奉船長命令演奏安撫乘客的音樂。隨著最後的快速下沉，他帶領樂隊進行了最後一次表演《與主更親近》。在1997年电影泰坦尼克号中由强纳森·伊凡-琼斯（Jonathan Evans-Jones）飾演。